# Liste der Naturdenkmale in Eppingen
| Naturdenkmale | Anzahl |
| ------------- | ------ |
| FND           | 8      |
| END           | 10     |
| Gesamt        | 18     |

Die Liste der Naturdenkmale in Eppingen nennt die verordneten Naturdenkmale (ND) der im baden-württembergischen Landkreis Heilbronn liegenden Stadt Eppingen. In Eppingen gibt es insgesamt achtzehn als Naturdenkmal geschützte Objekte, davon acht flächenhafte Naturdenkmale (FND) und zehn Einzelgebilde-Naturdenkmale (END).
Stand: 31. Oktober 2016.

## Flächenhafte Naturdenkmale (FND)
| Name                                   | Bild | Kennung     | Einzelheiten       | Position | Fläche Hektar | Datum         |
| -------------------------------------- | ---- | ----------- | ------------------ | -------- | ------------- | ------------- |
| Feuchtgebiet beim Rosalienhof          | BW   | 81250260007 | Eppingen           | ⊙        | 0,6           | 18. Juli 1986 |
| Feuchtgebiet „Bruchgrabensee“          | BW   | 81250260003 | Eppingen           | ⊙        | 4,9           | 18. Juli 1986 |
| Feuchtgebiet Weiherwiesen              | BW   | 81250260009 | Eppingen           | ⊙        | 1,2           | 18. Juli 1986 |
| Heuscheuer                             | BW   | 82150820001 | Eppingen, Sulzfeld | ⊙        | 2,2           | 1. Sep. 1986  |
| Mostbirnbaumallee im Holzbrunnen       | BW   | 81250260018 | Eppingen           | ⊙        | 0,4           | 18. Juli 1986 |
| Odenberghohle                          | BW   | 81250260016 | Eppingen           | ⊙        | 0,6           | 18. Juli 1986 |
| Schilfsandstein-Steinbruch am Hornrain | BW   | 81250260014 | Eppingen           | ⊙        | 1,3           | 18. Juli 1986 |
| Waldmoor, sog. „Birkensee“             | BW   | 81250260017 | Eppingen           | ⊙        | 0,4           | 18. Juli 1986 |
| Legende für Naturdenkmal               |      |             |                    |          |               |               |

## Einzelgebilde (END)
| Name                            | Bild | Kennung     | Einzelheiten | Position | Fläche Hektar | Datum         |
| ------------------------------- | ---- | ----------- | ------------ | -------- | ------------- | ------------- |
| 1 Eiche, sog. „Fünflichseiche“  | BW   | 81250260012 | Eppingen     | ⊙        | 0,0           | 18. Juli 1986 |
| 1 Eiche, sog. „Lange Eiche“     | BW   | 81250260013 | Eppingen     | ⊙        | 0,0           | 18. Juli 1986 |
| 1 Eiche                         | BW   | 81250260001 | Eppingen     | ⊙        | 0,0           | 18. Juli 1986 |
| 1 Eiche                         | BW   | 81250260002 | Eppingen     | ⊙        | 0,0           | 18. Juli 1986 |
| 1 Linde, sog. „Zwillingslinde“  |      | 81250260015 | Eppingen     | ???      | 0,0           | 18. Juli 1986 |
| 1 Linde                         | BW   | 81250260005 | Eppingen     | ⊙        | 0,0           | 18. Juli 1986 |
| 1 Linde                         | BW   | 81250260008 | Eppingen     | ⊙        | 0,0           | 18. Juli 1986 |
| 1 Mostbirnbaum                  | BW   | 81250260004 | Eppingen     | ⊙        | 0,0           | 18. Juli 1986 |
| 1 Speierling                    | BW   | 81250260011 | Eppingen     | ⊙        | 0,0           | 18. Juli 1986 |
| 2 Eichen, sog. „Zwillingseiche“ | BW   | 81250260006 | Eppingen     | ⊙        | 0,0           | 18. Juli 1986 |
| Legende für Naturdenkmal        |      |             |              |          |               |               |